# Nika Kovač
Nika Kovač (1993) és una antropòloga i activista social eslovena. Va crear el 2016, juntament amb Simon Maljevac, l'Institut 8 de març (en eslovè: Inštitut 8. marec), una entitat no governamental que vol lluitar contra les desigualtats. Coordinadora de la campanya de l'oposició a la llei del referèndum de l'aigua que no es va aprovar finalment el 2021, és una de les activistes més atacades per discursos d'odi a Eslovènia.